# St. Stephanus (Unterdolling)

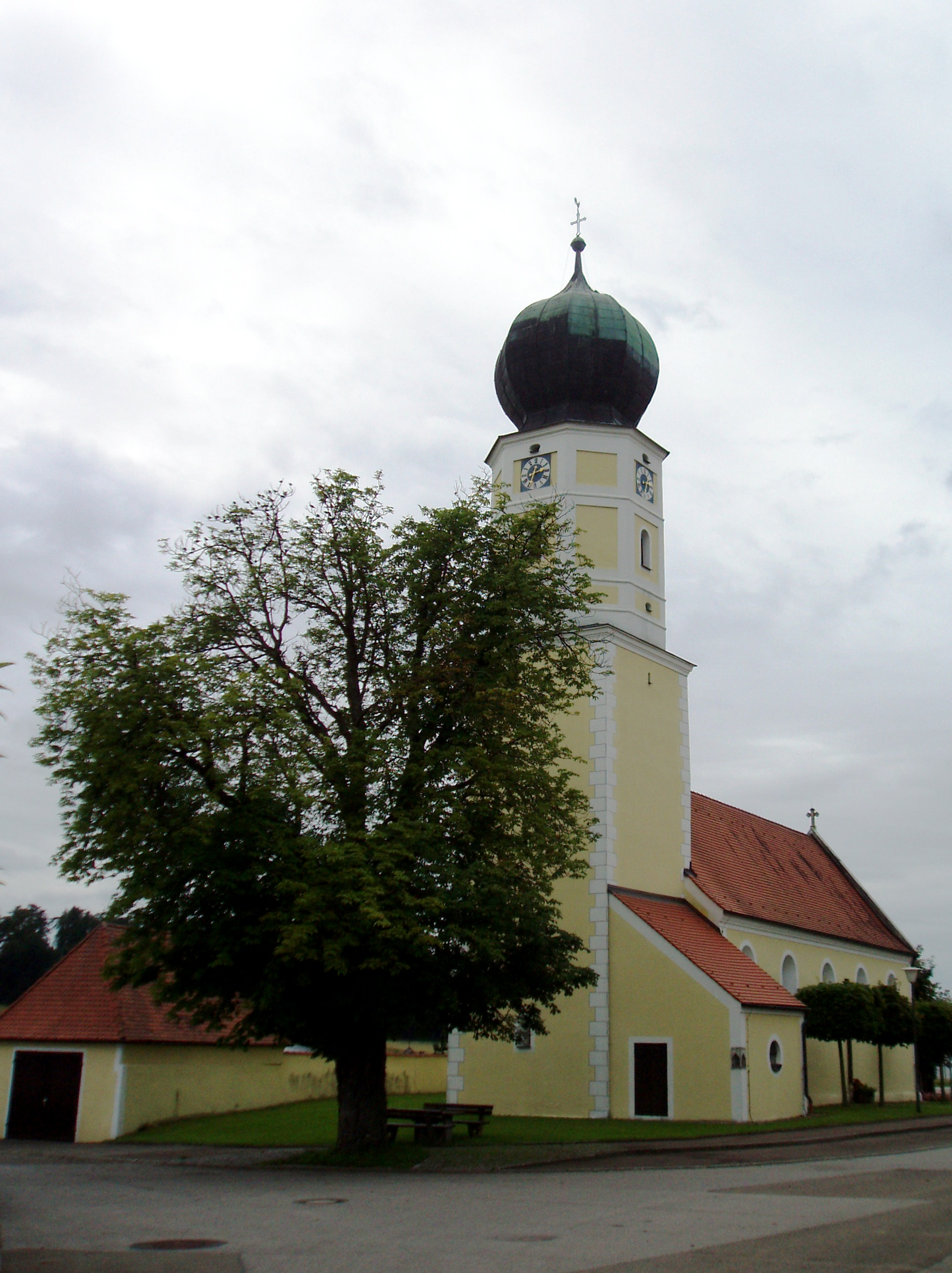
Die Filialkirche St. Stephan in Unterdolling aus nordöstlicher Sicht

St. Stephanus ist eine katholische Filialkirche in Unterdolling (Gemeinde Oberdolling) im Bistum Regensburg und im Landkreis Eichstätt in West-Ost-Ausrichtung am südlichen Ortsrand in der Stefanstraße 2.

## Geschichte

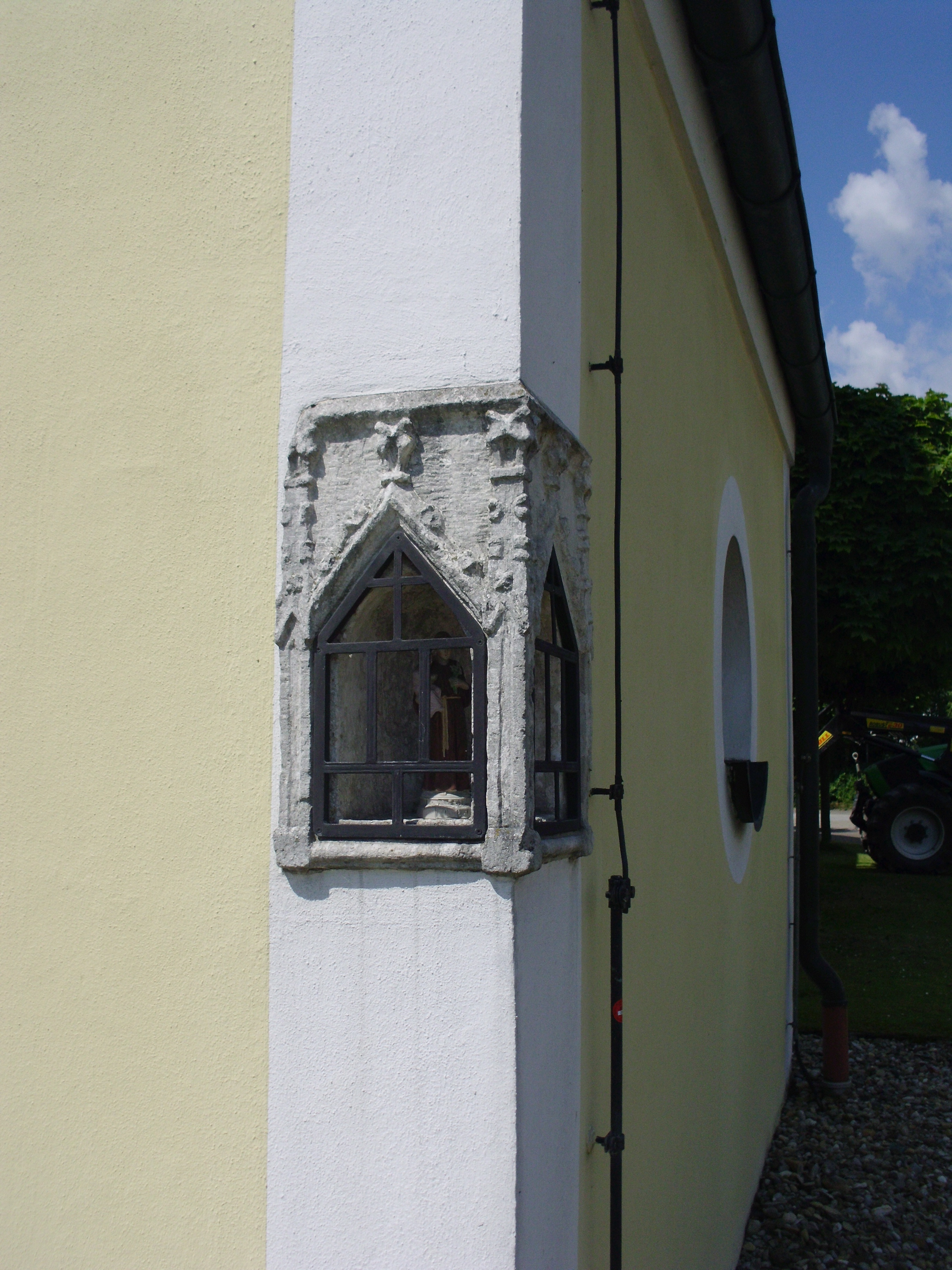
Gotische Ecknische an der Sakristei

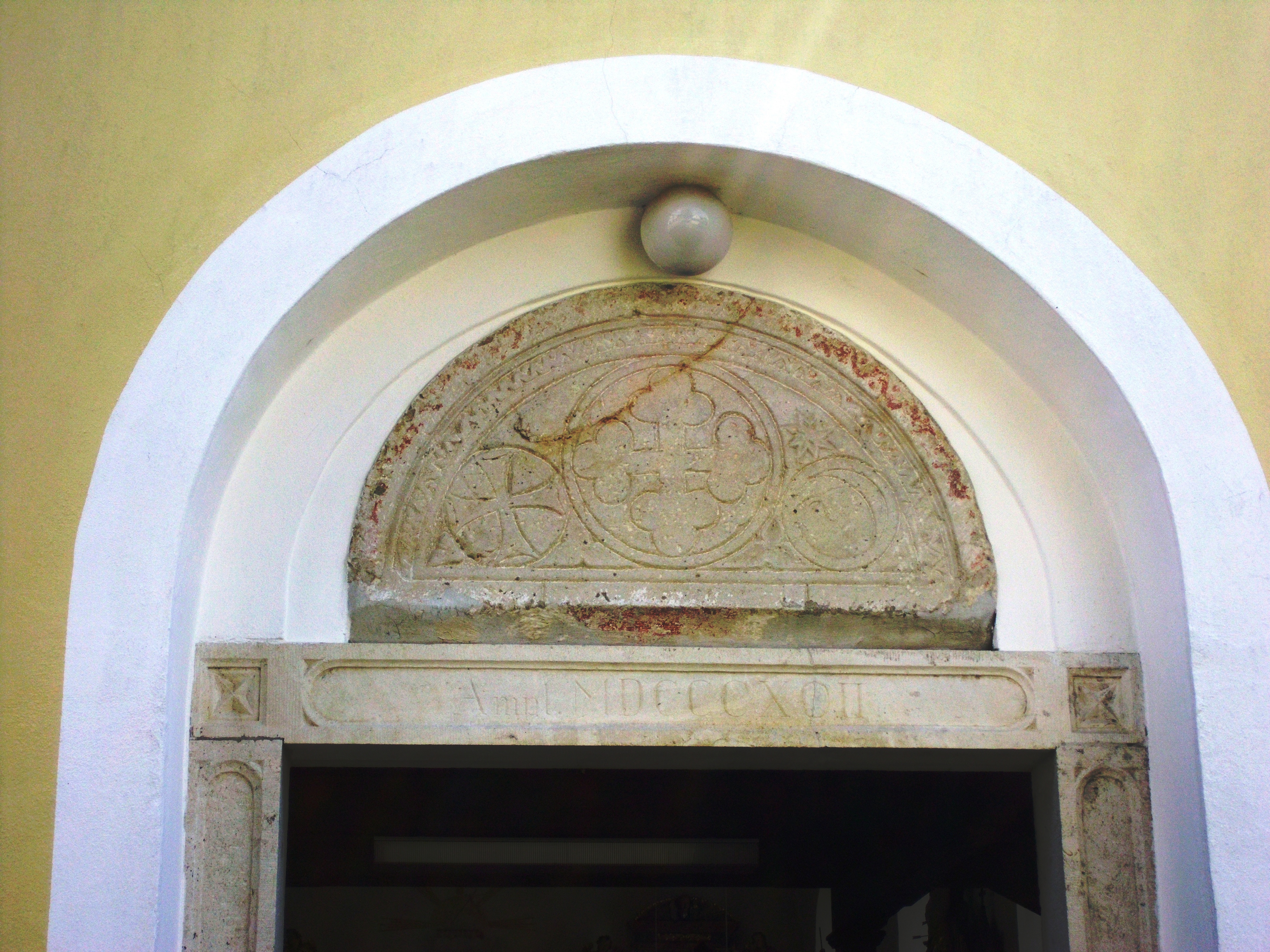
Romanisches Tympanon über dem Westportal

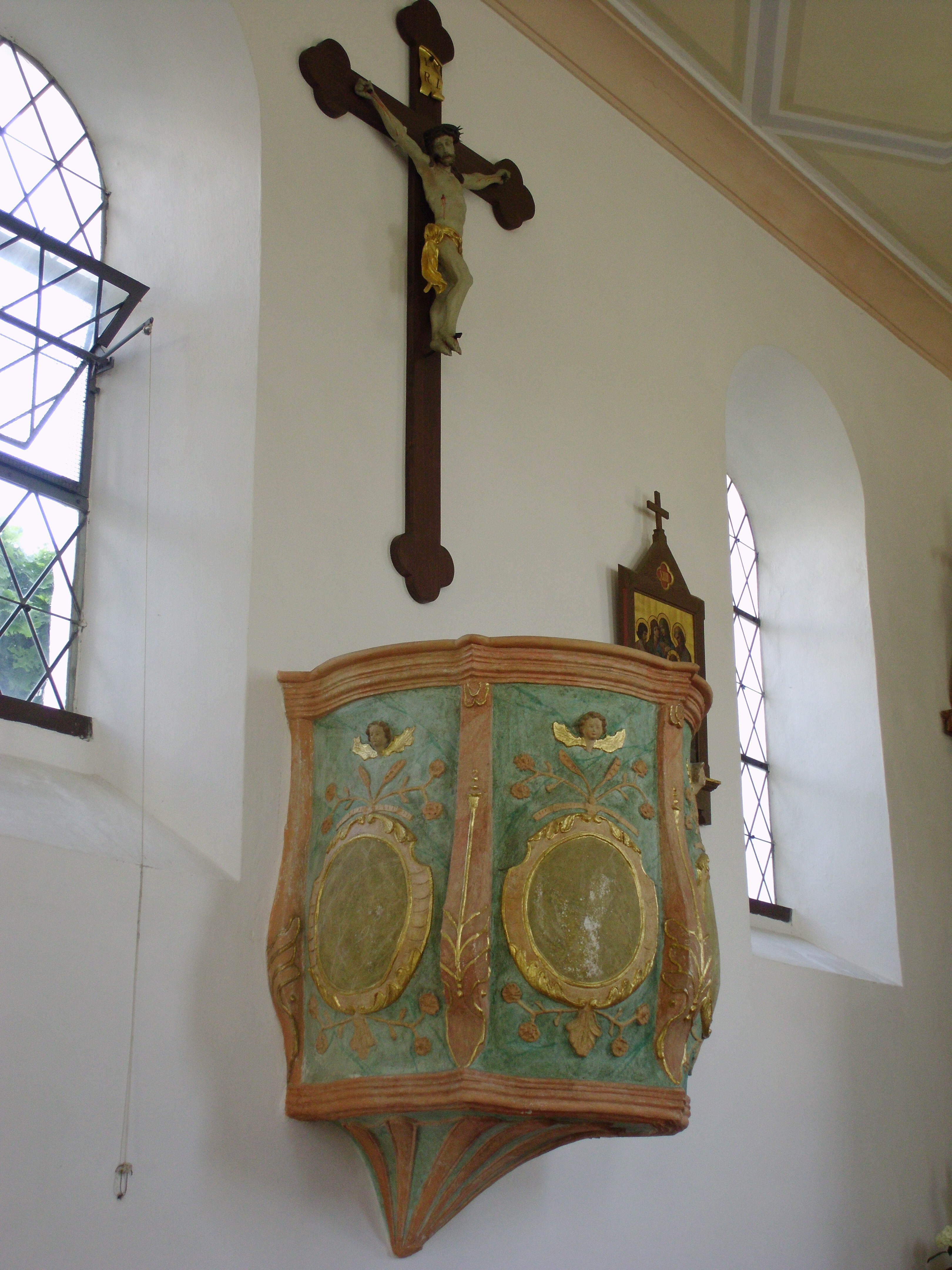
Barocke Stuckkanzel

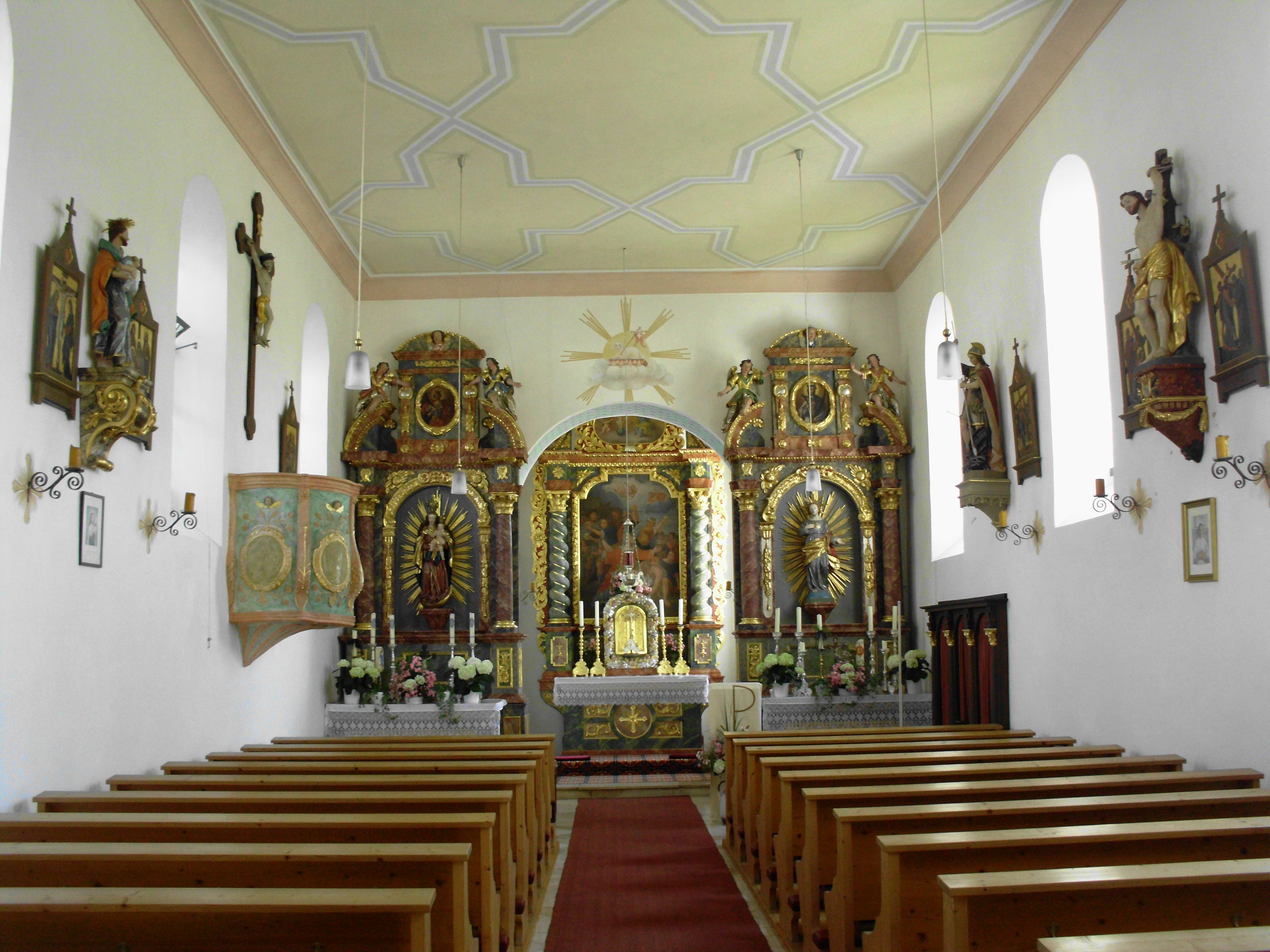
Das Kircheninnere gegen Osten

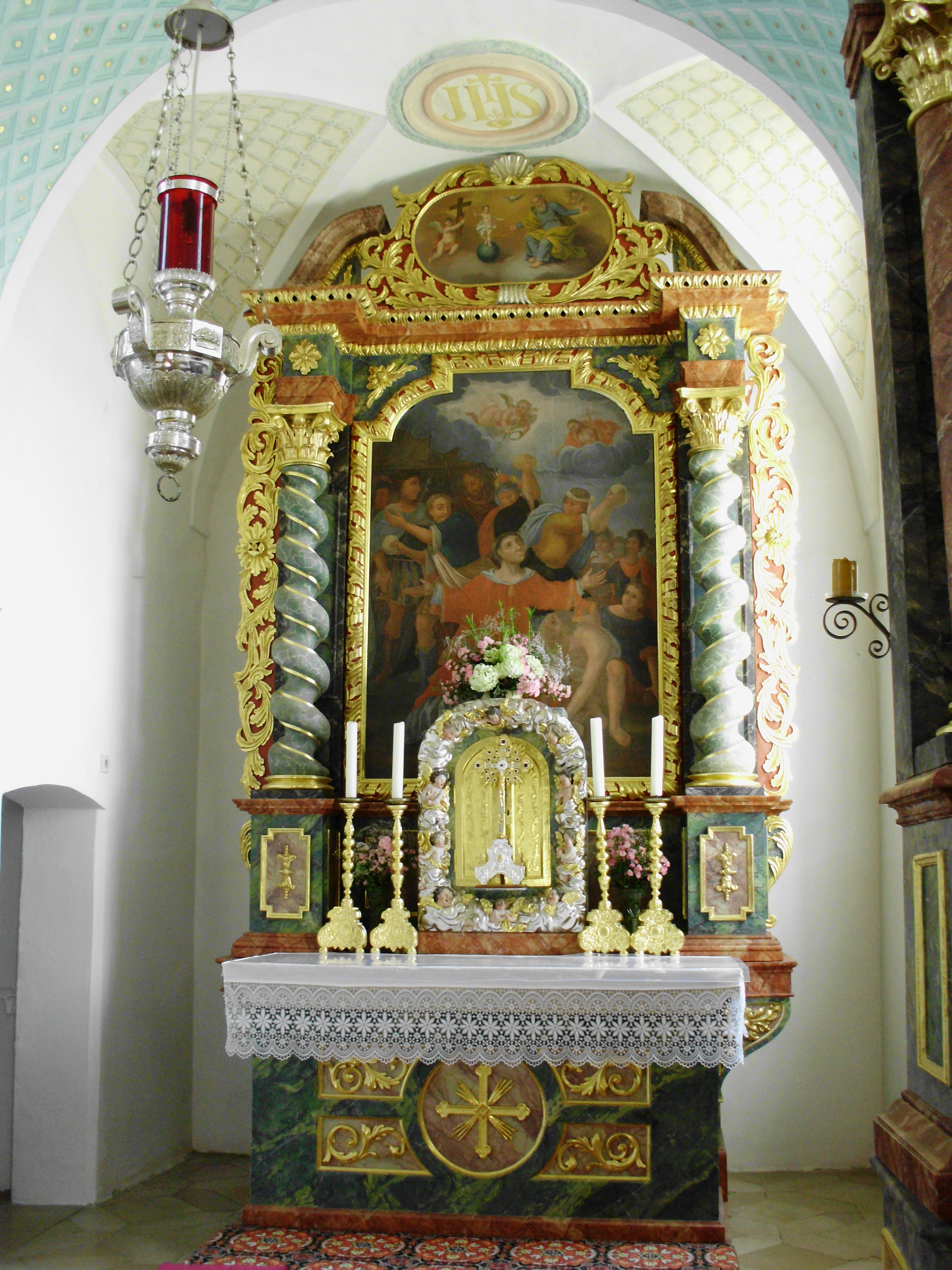
Hochaltar im Chorraum

Von der Vorgängerkirche, einer spätromanischen Chorturmkirche um 1300, sind die quadratischen Turmgeschosse und wahrscheinlich das Tympanon über der Eingangstür als Reste erhalten. Im 15. Jahrhundert wurde das Langhaus in spätgotischem Stil vergrößert. Als in den Jahren 1895 bis 1897 die Pfarrkirche St. Georg in Oberdolling neu gebaut wurde, nutzten die Katholiken beider Orte das im Jahr 1892 um ein Drittel nach Westen erweiterte Unterdollinger Gotteshaus zur Sonntagsmesse. Zum Bau der neuen Pfarrkirche brachte auch die Kirche von Unterdolling Rentenbeträge auf. In der Barockzeit wurde im Zuge tiefgreifender Veränderungen das Kreuzgewölbe im Chor höher gelegt, die Fenster des Langhauses vergrößert und das Langhaus mit einer Flachdecke versehen. Im späten 18. Jahrhundert stürzte bei einem Unwetter der Turmaufsatz ein, wurde jedoch sofort wieder errichtet. Die letzte Renovierung fand 1996 statt.

## Baubeschreibung
Der Putz der Chorturmkirche mit Steildach über dem fünfachsigen Langhaus ist neuromanisch gegliedert. Den quadratischen Chorturm krönt ein oktogonaler Aufbau mit Zwiebelhaube. An der Nordwand ist eine frühere Eingangstür noch zu erkennen. An der nördlich an den Turm angebauten Sakristei befindet sich nördlich eine gotische Ecknische, ein Pendant zum einfacheren Sakramentshäuschen im Chor.

## Ausstattung
Die drei Altäre entstanden Ende des 17. Jahrhunderts, die Engel auf dem Gebälk gelten als „meisterlich“. Das Gemälde des Hauptaltars zeigt das Martyrium des hl. Stephanus. Die Seitenaltäre sollen aus der Kirche von Hagenhill stammen und wurden 1888 in St. Stephan aufgestellt. Der linke zeigt eine Mutter-Gottes-Statue, der rechte eine Herz-Jesu-Figur im Nazarenerstil. Die Stuckkanzel, heute ohne Treppe, wurde 1740 geschaffen. An den Langhauswänden befinden sich unter anderem ehemalige Schreinfiguren, die um 1480 geschnitzt wurden und den Kirchenpatron und den hl. Laurentius darstellen. An der nördlichen Langhauswand hängt ein barockes Kruzifix (um 1735). Die Gestaltung des neugotischen Kreuzwegs lehnt sich an den Nazarenerstil an.
In das neuromanische Portal an der Westfassade wurde ein auf dem Friedhof gefundenes romanisches Tympanon aus dem 12. Jahrhundert integriert; die dargestellten Symbole sind „von großer Seltenheit“.
Der letzte für Unterdolling zuständige Oberdollinger Ortspfarrer war der Bischöfliche Geistliche Rat Johann Hundsdorfer (* 22. April 1928; † 12. Dezember 2008). Todesanzeige und Sterbebildchen hängen in einem Rahmen in der Unterdollinger Kirche.